# Koninklijke Voetbalclub Kortrijk 2011-2012
Questa voce raccoglie le informazioni riguardanti il Klubi Sportiv Apolonia Fier nelle competizioni ufficiali della stagione 2011-2012.

## Rosa
| N. |                                 | Ruolo | Calciatore        |
| -- | ------------------------------- | ----- | ----------------- |
| 1  | Belgio (bandiera)               | P     | Kristof Van Hout  |
| 16 | Sudafrica (bandiera)            | P     | Darren Keet       |
| 2  | Belgio (bandiera)               | D     | David Vandenbroek |
| 6  | Belgio (bandiera)               | D     | David Wijns       |
| 3  | Francia (bandiera)              | D     | Baptiste Martin   |
| 5  | Francia (bandiera)              | D     | Alassane També    |
| 11 | Marocco (bandiera)              | D     | Mustapha Oussalah |
| 14 | RD del Congo (bandiera)         | D     | Landry Mulemo     |
| 23 | Bosnia ed Erzegovina (bandiera) | D     | Ervin Zukanović   |
| 4  | Senegal (bandiera)              | C     | Ismaïla N'Diaye   |
| 8  | Serbia (bandiera)               | C     | Nebojša Pavlović  |

| N. |                      | Ruolo | Calciatore            |
| -- | -------------------- | ----- | --------------------- |
| 77 | Ungheria (bandiera)  | C     | Péter Czvitkovics     |
| 12 | Belgio (bandiera)    | C     | Geoffrey Ghesquire    |
| 17 | Belgio (bandiera)    | C     | Gertjan De Mets       |
| 19 | Belgio (bandiera)    | C     | Brecht Dejaegere      |
| 20 | Belgio (bandiera)    | C     | Mohamed Messoudi      |
| 21 | Belgio (bandiera)    | C     | Brecht Capon          |
| 15 | Belgio (bandiera)    | A     | Dieter Meulenyzer     |
| 7  | Francia (bandiera)   | A     | Steven Joseph-Monrose |
| 9  | Serbia (bandiera)    | A     | Dalibor Veselinović   |
| 10 | Camerun (bandiera)   | A     | Ernest Webnje Nfor    |
| 18 | Argentina (bandiera) | A     | Pablo Chavarría       |